# Nosy Ambositra
Pour les articles homonymes, voir Nosy (homonymie).
Nosy Ambositra est une commune urbaine malgache située dans la partie nord-ouest de la région d'Atsimo-Andrefana.